# Alex Engblom
Alexander "Alex" Natanael Engblom, född 17 februari 1885 i Södertälje församling, död 16 mars 1960 i Borås Caroli församling, var en svensk direktör.
Alex Engblom tog studentexamen 1904 och bedrev därefter studier vid John Lennings vävskola i Norrköping samt vid Kungliga Tekniska högskolan. 1910-1917 arbetade han vid textilföretag i USA. 1920 blev han överingenjör vid Borås Wäfveri AB och var 1947-1950 direktör i samma bolag. Han var även VD i egna bolagen Alex. Engblom & Co AB och AB Textilalex. Han invaldes 1932 som ledamot av Ingenjörsvetenskapsakademien och tilldelades 1954 Chalmersmedaljen.